# Eurema sanjuanensis
Eurema sanjuanensis is een vlinder uit de familie van de witjes (Pieridae). De wetenschappelijke naam van de soort is voor het eerst geldig gepubliceerd in 1938 door Watson.